# Brian Fitzpatrick (Politiker, 1961)
Brian Fitzpatrick ist ein schottischer Politiker und Mitglied der Labour Party.
Nach dem Rücktritt des Labour-Abgeordneten und Staatssekretär für Umwelt, Sport und Kultur, Sam Galbraith, im Mai 2001 wurden in dessen Wahlkreis Strathkelvin and Bearsden Neuwahlen erforderlich. Fitzpatrick trat Galbraiths Nachfolge an und bewarb sich um das Direktmandat des Wahlkreises. Obschon Fitzpatrick 13,7 % der Stimmen von Galbraiths Wahlergebnis bei den ersten Schottischen Parlamentswahlen im Jahre 1999 einbüßte, errang er das Direktmandat mit deutlichem Vorsprung vor der parteilosen Kandidatin Jean Turner. Bei den Parlamentswahlen 2003 kandidierte er abermals im Wahlkreis Strathkelvin and Bearsden, unterlag jedoch Jean Turner mit einer Differenz von 438 Stimmen. Damit schied er zum Ende der Legislaturperiode aus dem Schottischen Parlament aus.